# شاه عالم، تانک
شاه عالم (به انگلیسی: Shah Alam) یک منطقهٔ مسکونی در پاکستان است که در خیبر پختونخوا واقع شده‌است.